# William Hammond
William Robert "Bill" Hammond (Eastbourne, Sussex, 1 de juliol de 1886 – Coventry, West Midlands, 13 de gener de 1960) va ser un ciclista anglès que va competir durant la dècada de 1910.
El 1912 prendre part en els Jocs Olímpics d'Estiu d'Estocolm, on va disputar dues proves del programa de ciclisme. Va guanyar la medalla de plata en la contrarellotge per equips, formant equip amb Frederick Grubb, Leonard Meredith i Charles Moss, mentre en la contrarellotge individual acabà el vint-i-dosè.